# I Am Not Okay With This
I Am Not Okay With This ist eine US-amerikanische Fernsehserie, die am 26. Februar 2020 ihre Premiere auf dem Video-on-Demand-Anbieter Netflix feierte. Sie basiert auf der gleichnamigen Graphic Novel des amerikanischen Zeichners Charles Forsman, der auch die Vorlage zur Netflix-Produktion The End of the F***ing World verfasste. Produziert wird sie unter anderem von Shawn Levy und Dan Cohen, die ebenso die thematisch ähnliche Netflix-Serie Stranger Things finanzierten. I Am Not Okay With This handelt von der 17-jährigen Schülerin Sydney Novak, die nach dem Tod ihres Vaters feststellt, dass sie telekinetische Kräfte besitzt, die immer dann aktiviert werden, wenn ihre negativen Emotionen überhandnehmen. Dies wird für sie zum Problem, da sie neben ständigen Differenzen mit ihrer Mutter auch mit ihren Gefühlen für ihre beste Freundin sowie schulischen Problemen zu kämpfen hat.
Am 21. August 2020 gab Netflix bekannt, dass I Am Not Okay With This aufgrund Unsicherheiten hinsichtlich der Produktionsbedingungen und unerwarteter Budget-Erhöhungen aufgrund der COVID-19-Pandemie nicht für eine zweite Staffel verlängert wird.

## Inhalt
Der Vater der 17-jährigen Sydney „Syd“ Novak hat sich im Keller seines Wohnhauses erhängt. Seitdem ist ein Jahr vergangen, seine Tochter trauert immer noch um ihn, während seine Ehefrau Maggie mit Syd nicht über seine Beweggründe sprechen will, was ständige, teils heftige Konflikte zwischen den beiden zur Folge hat. Sie leben in einer Kleinstadt in Pennsylvania. Sydney hat einen kleineren Bruder namens Liam, der ihr zwar des Öfteren auf die Nerven geht und mit dem sie sich auch nicht selten streitet, doch verstehen sie sich im Grunde doch ausgezeichnet. Syd kümmert sich um Liam, weil die Mutter der beiden aufgrund ihrer Arbeitszeiten in einem Diner wenig Zeit hat, und beschützt ihn bestmöglich vor seinem Mobber.
In der Schule ist Sydney in ihre beste Freundin Dina verliebt, was sie anfangs verdrängt. Diese führt eine Beziehung mit dem Jock Bradley Lewis, der kein angenehmer Mitmensch ist und Sydney nicht mag, was vollständig auf Gegenseitigkeit beruht. Als sie in einem Diner zusammen sitzen und Brads Nase anfängt zu bluten, nachdem er sich über Sydney lustig gemacht hat, merkt sie, das etwas mit ihr nicht zu stimmen scheint. Als weitere Ereignisse in ihrer Gegenwart geschehen, beispielsweise plötzlich auftretende Risse in ihrer Zimmerwand oder umstürzende Straßenschilder, bemerkt Sydney, dass sie telekinetische Kräfte besitzt. Diese treten immer dann auf, wenn Sydney negative Emotionen empfindet oder Panikattacken erleidet. Fortan muss Sydney lernen, diese Gefühle und somit auch ihre zerstörerischen Kräfte zu unterdrücken, was angesichts ihrer angespannten familiären Lage und Konflikten in der Schule nicht einfach ist.
Im Gegensatz zu ihr ist Sydneys Nachbar Stanley Barber von ihren Kräften begeistert, da er ein Geek und großer Fan von Comics, vor allem der X-Men, ist. Er ist der Ansicht, dass er eine Art Charles Xavier, also Mentor, für Sydney ist. Trotz seiner schwierigen Verhältnisse bei sich zuhause (seine Mutter hat die Familie verlassen, sein Vater ist Alkoholiker und kaum daheim) ist Stanley stets fröhlich und freundlich. Er fängt auch eine Beziehung mit Sydney an, allerdings lässt sie sich laut eigener Aussage nur auf ihn ein, da sie mit Dina mithalten will, die bereits einen Freund hat.
Im Verlauf der Serie versuchen Syd und Stan die Syds Kräfte zu kontrollieren, z. B. indem sie auf einer Bowlingbahn das telekynetische Beeinflussen der Kugeln trainieren. Stan fängt nach erfolglosen Versuchen an, Syd zu provozieren, was dazu führt, dass sie zwei Bowlingkugeln knapp an Stan vorbei schießt. Es folgt ein Streit der beiden, woraufhin Syd die Bowlingbahn verlässt und durch eine wenig beleuchtete Gasse läuft, gefolgt von einer düsteren Gestalt. Während Syd zu der möglichen Herkunft ihrer Kräfte Nachforschungen beginnt, spielt diese düstere Gestalt in den folgenden Folgen eine immer größere Rolle. Gegen Ende der Serie kommen immer mehr Faktoren zusammen und der mentale Druck auf Syd steigt. Die Gefühle für Dina kommen erneut auf und der Schulball rückt immer näher, Bradley wird Syd gegenüber immer aggressiver und die Frage woher die Kräfte kommen ist immer noch nicht beantwortet. In der letzten Folge stellt sich heraus, dass die Kräfte von ihrem Vater vererbt sind und er die dunkle Gestalt war, die Syd immer wieder verfolgt hat.

## Produktion
Die Serie endet mit einem Cliffhanger, da eine Fortsetzung der Serie geplant war. Die Dreharbeiten zu Staffel 2 wurden allerdings eingestellt, unter anderem auf Grund der Corona-Pandemie.
In der Serie sind Fotos von Alex Lawther und Jessica Barden zu sehen. Diese repräsentieren ihre Figuren James und Alyssa aus der Serie The End of the F***ing World, die zur selben Zeit wie I Am Not Okay With This spielt. Somit sind beide Produktionen Teil eines gemeinsamen Serienuniversums; dies ist jedoch nur als Easter Egg gedacht.

## Besetzung und Synchronisation
Die Synchronisation der Serie wurde bei der Berliner Synchron nach einem Dialogbuch und unter der Dialogregie von Tanja Schmitz erstellt.
| Rolle                 | Darsteller            | Synchronsprecher  |
| --------------------- | --------------------- | ----------------- |
| Sydney „Syd“ Novak    | Sophia Lillis         | Yamuna Kemmerling |
| Stanley „Stan“ Barber | Wyatt Oleff           | Vincent Borko     |
| Dina                  | Sofia Bryant          | Anni C. Salander  |
| Maggie Novak          | Kathleen Rose Perkins | Tanja Schmitz     |
| Bradley „Brad“ Lewis  | Richard Ellis         | Christian Zeiger  |
| Mr. File              | David Theune          | Edwin Gellner     |
| Ricky Berry           | Zachary S. Williams   | Nando Schmitz     |
| Liam Novak            | Aidan Wojtak-Hissong  | Julius Ole Ernst  |
| Ms. Cappriotti        | Patricia Scanlon      | Daniela Reidies   |

## Episodenliste
| Nr. | Deutscher Titel                  | Originaltitel              | Regie              | Drehbuch                          |
| --- | -------------------------------- | -------------------------- | ------------------ | --------------------------------- |
| 1 | Liebes Tagebuch …                | Dear Diary …               | Jonathan Entwistle | Jonathan Entwistle & Christy Hall |
| Die 17-jährige Sydney Novak, ihre Mutter Maggie und ihr jüngerer Bruder Liam mussten vor einem Jahr den Tod des Familienvaters verkraften, der Suizid verübt hat. In der Gegenwart ist Sydney frustriert, da Maggie nicht über die Todesumstände sprechen will, weswegen sich die beiden oft streiten. Die Vertrauenslehrerin ihrer Schule empfiehlt Sydney, zur Aggressionsbewältigung Tagebuch zu führen, womit sie eher widerwillig einverstanden ist. Danach trifft sich Sydney in einem Diner mit ihrer besten Freundin Dina, die seit Kurzem mit dem Jock Bradley Lewis, genannt Brad, zusammen ist, den Sydney nicht ausstehen kann. Als dieser unvermittelt Nasenbluten bekommt, nachdem er Sydney spöttisch aufgefordert hat, zu lächeln, wird diese das Gefühl nicht los, dafür verantwortlich zu sein. Auf ihrem Nachhauseweg begegnet sie ihrem Nachbarn Stanley Barber, der ihr vorschlägt, Zeit miteinander zu verbringen, worauf sich Sydney zögerlich einlässt. Zuhause kümmert sich Sydney um Liam, der ihr von einem Jungen erzählt, der Ärger hat, weil er jemanden schlug. Am selben Abend zieht sich Sydney nach einem heftigen Streit mit ihrer Mutter auf den Boden ihres Zimmers zurück, als die Wand hinter ihr plötzlich Risse bekommt. |                                  |                            |                    |                                   |
| 2 | Der Meister eines F**ks          | The Master of One F**k     | Jonathan Entwistle | Christy Hall                      |
| Am nächsten Morgen redet sich Sydney ein, dass die Risse durch das hohe Alter des Hauses entstanden sind. Maggie bittet Sydney, nach der Schule einkaufen zu gehen, weswegen Sydney Dina fragt, ob sie sie später zum Laden fahren kann. Diese erwidert, dass sie stattdessen zur Schulversammlung und dem anschließenden Football-Spiel gehen wird. Resigniert läuft Sydney zum Supermarkt und wirft dabei mit Steinen, zu ihrem Schreck trifft sie ein Straßenschild, das anschließend umfällt. Kurz darauf begegnet sie Stanley und lässt sich von ihm zum Laden bringen. Dort muss sie feststellen, dass sie nicht genügend Geld dabei hat und einige Artikel zurücklegen muss. Als sie wütend wird und versucht, sich zu beruhigen, fallen etliche Lebensmittel aus den Regalen, weswegen sie aus dem Laden flüchtet. Stanley glaubt, dass sie eine Panikattacke hat, weswegen er draußen auf sie einredet. Anschließend gehen sie zum Football-Spiel und küssen sich später in Stanleys Haus. |                                  |                            |                    |                                   |
| 3 | Die Party ist vorbei             | The Party’s Over           | Jonathan Entwistle | Liz Elverenli                     |
| Sydney vertraut sich Dina an und sagt ihr, dass sie in der Nacht zuvor mit Stanley geschlafen hat, lügt aber und behauptet, es schön gefunden zu haben. Anschließend holt sie Liam von der Schule ab, auf dem Weg nach Hause treffen sie auf Richard, der Liam schikaniert. Sydney konfrontiert ihn, allerdings schafft sie es nicht, ihre Kräfte gegen ihn einzusetzen, weswegen sie ihm nur eine ihn wenig beeindruckende Warnung gibt, ihren Bruder in Ruhe zu lassen. Zuhause geht sie in den Keller, um nach Puzzles für Liam zu suchen. Da sie dort seit dem Tod ihres Vaters nicht mehr war, weil er sich im Keller erhängt hat, verfällt Sydney in Trauer, weswegen sie eine Panikattacke bekommt. Daraufhin bebt das Haus, und Liams Haustier, sein Igel Banana, stirbt plötzlich. Am selben Abend ist Sydney auf einer Party froh, endlich Zeit allein mit Dina verbringen zu können, was aber von Brad zunichte gemacht wird. Stanley fragt Sydney, ob sie mit ihm zum Homecoming gehen möchte, sie sagt zu, obwohl sie sich dabei nicht wirklich wohl fühlt. Wenig später findet sie eine weinende Dina in einem Raum, die sich mit Brad gestritten hat. Sydney tröstet und küsst sie anschließend. Dina reagiert verunsichert, während Sydney in einen nahegelegenen Wald rennt. Dort schreit sie, was zur Folge hat, dass die um sie stehenden Bäume zu Boden fallen. |                                  |                            |                    |                                   |
| 4 | Stan an meiner Seite             | Stan by Me                 | Jonathan Entwistle | Tripper Clancy                    |
| Sydney bemerkt, dass Stanley ihr in den Wald gefolgt ist und alles gesehen hat. Sie beschwört ihn, über den Vorfall Stillschweigen zu bewahren, und geht anschließend. Am Folgetag bittet Maggie Sydney, erneut auf Liam aufzupassen, was zu einem Streit führt, währenddem Maggie ihrer Tochter sagt, dass ihr Vater nicht der war, für den sie ihn gehalten hat. In der Schule merkt Sydney, dass sie wieder wütend wird, weswegen sie aus dem Klassenzimmer rennt, sie kann aber die Aktivierung ihrer Kräfte durch angenehme Erinnerungen an ihre Kindheit verhindern. Dina folgt ihr und fragt sie, ob alles in Ordnung sei und sie über ihren Kuss reden sollten, Sydney möchte dies aber nicht und sagt, dass ihr nichts fehle. Am Nachmittag geht Sydney in ein Bowlingcenter, wo sie auf Stanley trifft. Dieser bietet ihr seine Hilfe an, da er ein großer Comic-Fan ist und sie unterstützen will, ihre Kräfte zu verstehen. Sie gesteht ihm, dass die Bäume umgestürzt sind, nachdem sie jemanden geküsst hat, und kommt zu dem Schluss, dass ihre Kräfte durch ihre stressbedingten beziehungsweise negativen Emotionen ausgelöst werden. Um dies zu testen, will Stanley sie wütend machen, wodurch er beinahe von Bowlingkugeln getroffen wird. Gereizt geht Sydney, wobei sie von einem Unbekannten verfolgt wird. |                                  |                            |                    |                                   |
| 5 | Noch ein Tag im Paradies         | Another Day in Paradise    | Jonathan Entwistle | Tripper Clancy                    |
| Während eines Tests schreibt Brad von Dina ab, weswegen sie von ihrem Lehrer Mr. File zum Nachsitzen geschickt werden, als Sydney dagegen protestiert und von Stanley unterstützt wird, müssen die beiden ebenfalls nachsitzen. Beim Nachsitzen befindet sich neben den vier auch ihre Klassenkameradin Jenny. Diese schlägt vor, statt der Strafaufgabe, die Tribünen auf dem Sportplatz zu säubern, stattdessen das Spiel Fuck, Marry, Kill zu spielen, bei dem man sagen muss, mit wem von zur Auswahl stehenden Personen man Sex haben, welche man heiraten und welche man töten würde. Sydney rennt wütend davon, als Jenny behauptet, dass niemand mit ihr Sex haben wolle und sie eine Schlampe sei. In der Bibliothek stößt sie mit ihren Kräften alle Bücherregale um und bittet Stanley anschließend um Hilfe, weil ihr Geheimnis aufzufliegen droht. Sie behaupten gegenüber Dina, dass sie in der Bücherei Sex hatten, weswegen sie sich bereit erklärt, mit ihnen in das entsprechende Büro einzubrechen und die Aufnahmen der Überwachungskamera zu entwenden, was ihnen auch gelingt. In einer Umkleide bekommt Sydney einige Zeit später mit, dass Jenny und Brad miteinander Sex hatten. Als Dina dazukommt, verrät Sydney ihr dies trotz Brads eindringlicher Bitten, weswegen sich Dina von ihm trennt. Danach erzählt Sydney Stanley, dass in der Bibliothek die Lichter geflackert haben und sie das Gefühl hatte, nicht alleine dort zu sein. |                                  |                            |                    |                                   |
| 6 | Wie der Vater, so die Tochter    | Like Father, Like Daughter | Jonathan Entwistle | Christy Hall                      |
| Während sich Sydney die Aufnahmen der Überwachungskamera ansieht, fragt sie sich, ob sie langsam den Verstand verliert, da sie niemanden sehen kann, als Stanley erneut seine Begeisterung für ihre Kräfte bekundet, weist sie ihn äußerst wütend zurecht. In der Schule wird Sydney von Brad wegen seiner Trennung von Dina konfrontiert, was sie verärgert und dazu bringt, die Spinde hinter ihm mit ihren Kräften ruckartig zu öffnen. Später will Dina von Sydney wissen, was wirklich auf den Aufnahmen zu sehen ist, Sydney weigert sich aber, es ihr zu sagen. Unterdessen bringt Liam an seiner Schule den Mut auf, seinen Schwarm Veronica anzusprechen, als er von Richard ins Gesicht geschlagen wird. An Sydneys Schule erzählt Brads Freund Ricky Berry ihm, dass Gerüchte über ihn im Umlauf seien, während Stanley Sydney nach dem Homecoming fragt. Sie erwidert, dass ihr der Homecoming egal sei, weswegen er eine andere Schülerin fragt. Danach geht sie zu ihrer Vertrauenslehrerin und erzählt ihr von dem Unbekannten, die Lehrerin behauptet, dass dies Halluzinationen von Sydneys Vater seien. Zuhause wirft Liam, der nun ein blaues Auge hat, seiner Schwester vor, nicht für ihn da gewesen zu sein und sich in letzter Zeit schrecklich zu verhalten. Da sie mehr Antworten über ihren Vater finden will, durchsucht Sydney seine alten Sachen im Keller, ihre Mutter kommt dazu und gesteht ihr, dass er über etwas in Sorge war, was durch seine vom Militärdienst verursachte PTBS noch verschlimmert wurde. Als Sydney realisiert, dass ihr Vater ebenfalls Kräfte hatte und sie dies in ihr Tagebuch schreiben will, kann sie es nicht finden. |                                  |                            |                    |                                   |
| 7 | Das tiefste, dunkelste Geheimnis | Deepest, Darkest Secret    | Jonathan Entwistle | Christy Hall & Jenna Westover     |
| Am nächsten Morgen beschließt Sydney, ihrer Situation mit Optimismus zu begegnen, wodurch sie fröhlich wird und sich mit Liam aussöhnt. Während des Sportunterrichts gesteht Dina, dass sie sich von Sydney distanziert fühlt, was diese dazu bewegt, ihr von ihren vermeintlichen Halluzinationen zu erzählen. Als Sydney danach erwähnt, nicht mit Stanley zum Homecoming zu gehen, schlägt Dina vor, dass sie mit ihr hingeht, da sie ebenfalls keine Verabredung hat. Brad erwähnt gegenüber Ricky, dass der Homecoming überwältigend sein wird. Beim Tanz gesteht Stanley Sydney, dass er Gefühle für sie hat, sie sagt ihm allerdings, ihn nur als Freund anzusehen, was er schließlich akzeptiert. Er fragt sie, ob Dina über ihre Kräfte Bescheid weiß, sie antwortet, dass er der Einzige sei. Während sie zusammen tanzen, gibt Dina gegenüber Sydney zu, dass sie sich bei ihrem Kuss nicht unbehaglich gefühlt hat. Als das Königspaar des Homecomings ernannt wird, erscheint Brad mit Sydneys Tagebuch. Vor versammelter Schülerschaft gibt er Sydneys Gefühle für Dina und häusliche Probleme preis. Bevor er ihre Kräfte verraten kann, wird Sydney so wütend, dass sie seinen Kopf zum Platzen bringt. Völlig schockiert und blutverschmiert begibt sich Sydney erneut in den Wald und klettert auf einen Aussichtsturm. Während sie überlegt, die Stadt zu verlassen oder sich das Leben zu nehmen, tritt der unbekannte Mann aus dem Schatten und sagt ihr, dass sich alle vor ihr fürchten sollten. |                                  |                            |                    |                                   |
| Am 26. Februar 2020 wurden alle Episoden der Staffel gleichzeitig weltweit bei Netflix veröffentlicht. |                                  |                            |                    |                                   |

## Rezeption
Die Serie erreichte eine Bewertung von 7,8 aus zehn Sternen basierend auf 13.285 Bewertungen. Auf Rotten Tomatoes erhielt die Serie eine Kritikerbewertung von 85 Prozent basierend auf 54 Kritiken sowie einen Zuschauer-Wert von 86 Prozent basierend auf 370 abgegebenen Stimmen. Auf Metacritic ergaben sich ein Kritikerwert von 68 aus 100 basierend auf 16 Kritiken sowie eine Zuschauer-Bewertung von 7,2 aus zehn basierend auf 42 Stimmen.

„So ist es nicht verwunderlich, dass I Am Not Okay With This an vielen Stellen wie eine Mischung der beiden Serien wirkt: nicht ganz so abgedreht wie Stranger Things, nicht ganz so melancholisch wie The End of the F***ing World. Vielleicht liegt es auch daran, dass man I Am Not Okay With This keinen dermaßen großen Publikumserfolg zutraut. Den Machern ist allerdings eine Hauptfigur gelungen, die mal ganz anders ist all die meisten weiblichen Teenager, die sonst auf Bildschirmen zu sehen sind. Syd interessiert sich nicht für Kleider, Abschlussbälle oder Kochen. Sie ist liebenswürdig, aber nicht lieb, nicht nett, sondern wütend, introvertiert, frech und verschroben – verkörpert von der erst 16 (sic!) Jahre alten Schauspielerin Sophia Lillis. Syd solle keinen Typ verkörpern, sondern eine einzelne junge Frau, sagt Produzent Sawn (sic!) Levy. Das, so viel muss man der Serie lassen, ist gelungen. Unterhaltsam ist es allemal, Syd und ihren Freunden (und Feinden) zu folgen. Erst recht, nachdem Syd das Schlimmste passiert, was einem Teenager geschehen kann: Ihr Tagebuch wird geklaut. Denn es gibt nur eine Sache, die gefährlicher ist als ein Teenager in der Pubertät: ein Teenager mit Superkräften. Und es gibt nur eines, was gefährlicher ist, als ein Teenager mit Superkräften: ein Teenager mit Superkräften, dem das Tagebuch geklaut wird.“

Axel Weidemann schrieb in der Frankfurter Allgemeine Zeitung, dass die Serie die Zuschauer gerissen in ihre Welt locke. Dies ließe sich unter anderem an der Sequenz erkennen, in der Sydney am Grab des Haustier-Igels ihres Bruders steht, den sie versehentlich mit ihren Kräften getötet hat, und ein paar Worte sagen soll, da man in dieser Szene eine merkwürdige „So-spielt-das-Leben-Gravität“ spüre. Weidemann äußerte sich auch lobend über die drei Hauptdarsteller: Aidan Wojtak-Hissong stelle Liam als „abgeklärten Kinder-Philosophen“ dar, Sophia Lillis gelinge es, Gefühle zum Ausdruck zu bringen, ohne ihre Rolle zu „sprengen“. In ihrem Blick, der einer „ertrunkenen Gothic-Metal-Band“ gleiche, sei „bittersüße, aber bierernste Teenager-Verzweiflung“ zu erkennen. Wyatt Oleff spiele Stanley „hinreißend verschroben“, durch seine Leistung werde zart angedeutet, dass der „schützende Spleen“ seiner Figur bei „gleichzeitiger Zerbrechlichkeit“ auch etwas mit seinem „komplett entfremdeten Trinkervater“ zu tun habe. Weidemann schloss seine Kritik mit den Worten, dass die Produktion, die eine reifere Variante von Stranger Things sei, dank eines „Hauchs von Wes Anderson“ mit „sanfter Nostalgie aufgeladen“ werde, ohne an Klischees zu kleben oder auf Markennamen zurückzugreifen.
Petrana Radulovic von Polygon merkte an, dass wie in den Netflix-Produktionen Stranger Things und The Umbrella Academy in I Am Not Okay With This eine junge Frau mit übernatürlichen Kräften im Mittelpunkt stehe. Allerdings steche die Serie dadurch heraus, dass in ihr die Hauptfigur im Gegensatz zu den beiden anderen nicht die Welt rette. Wie in Sex Education entstünden die komischen Momente durch die Vermischung von Superkräften mit typischen Coming-of-Age-Handlungselementen, die schwächeren Szenen seien die, in denen sich die Produktion zu sehr auf die übernatürlichen Momente konzentriere. Durch die vergleichsweise geringe Anzahl an Charakteren gelinge es den Serienmachern, die volle Tiefe von Sydneys Beziehungen und die damit verbundenen Emotionen wie Liebe, Eifersucht und völlige Hingabe zu erkunden. Zudem blieben durch die kurze Länge der Episoden die Handlungsstränge und Figurenentwicklung prägnant. Die Produktion verschwende keine Zeit, da jeder Dialog die Superkräfte-Handlung antreibe und jede Superkraft-Szene zu einer Erkundung von Sydneys Charakter werde. Zudem ginge es in der Serie zwar um Teenager statt um einen allumfassenden Erzfeind, allerdings vermeide sie die Fallen von „abgedroschenen Kinder-mit-Kräften-Dramen“. Das übernatürliche Element sei eine offensichtliche, effektive Metapher für Sydneys Lasten, über die sie nicht sprechen kann, sowie die Gefühle, die sie anstaut. Wie diese Metaphern seien auch die Figuren, die schnell in stereotype Verhaltensweisen fallen könnten, lebendig und dimensional. Der Geek Stanley und die gereizte Sydney sind nicht die standardmäßige „Nerd-kriegt-das-distanzierte-Mädchen“-Beziehung, da sie kein Paar werden und Stanley sich trotzdem um sie sorgt und möchte, dass sie glücklich ist, weswegen dieser Handlungsstrang einer der emotional erfüllendsten der Serie sei. All diese Subversionen endeten aber mit dem Ende der ersten Staffel. Die kleine Geschichte einer jungen Frau, die ihren Platz in der Welt findet, werde lauter und größer und somit auch klischeehafter. I Am Not Okay With This fühle sich die meiste Zeit besonders an, wie eine figurenbasierte Ausnahme großer übernatürlicher Geschichten. Nur am Ende versuche es verzweifelt, so zu sein wie alles andere.
Lucy Mangan bewertete die Serie im The Guardian mit drei von fünf Sternen. Laut ihr seien die wahren Freuden der Serie nicht die zunehmend größer werdende Dynamik oder Gefahren in der Handlung, sondern das Spiel von Sophia Lillis. Sie sei wunderbar darin, die Tiefen und Benommenheit nach einem Verlust zum Ausdruck zu bringen, die unter Schichten „gewöhnlicher jugendlicher Wut und Frustration“ liegen, die sich wiederum unter der „traditionellen Pose hämischer Unzufriedenheit“ befänden. Der Zuschauer wolle sie gleichzeitig ohrfeigen, verteidigen, trösten und sie sein. Der zentrale Einfall, Superkräfte als Metapher für sich verändernde Körper sowie eingreifendes Erwachsenleben mit all seinen Wirrungen und Irrungen zu verwenden, gäbe es in Bezug auf junge Frauen bereits reichlich seit Carrie, deren DNA in der Hauptfigur neben der von Buffy Summers und Eleven aus Stranger Things eingebettet seien. Allerdings hätte die Serie ihren eigenen Charme, Stil und Selbstbewusstsein, die vom anderen „Strang ihrer Doppelhelix“ abstammten. Sydney sei eine Nachfahrin einiger der „schlüpfrigen Größen der Außenseiter“. In ihr steckten „Schnipsel“ von Daria, Lindsey (in deren Gruppe auch Stanley gut hineinpassen würde), Janis, Angela Chase sowie ein „gelegentlicher Hauch“ von Heathers. Mangan schloss ihre Kritik mit dem Wunsch, dass es eine Serie über eine Frau in ihren Vierzigern geben sollte, die all ihre unterdrückte Wut durch die „Kraft der Perimenopause“ in eine Kraft umwandelt, die „idiotische Personen, Institutionen und alles dazwischen“ zerstört und nach ihren Vorstellungen neu erschafft. Bis zu diesem Zeitpunkt sei aber die Geschichte von Sydney, die ihre Welt neu kreiert und sich mit sich selbst, ihren Freunden, ihrer Sexualität und den Pickeln auf ihren Schenkeln auseinandersetzt, zufriedenstellend ausreichend.